# 브리치
《브리치》(영어: Breach)는 미국에서 제작된 빌리 레이 감독의 2007년 첩보 스릴러 영화이다. 크리스 쿠퍼 등이 출연하였고, 로버트 F. 뉴마이어 등이 제작에 참여하였다. 이 영화는 대체로 긍정적인 평가를 받았다.

## 출연진
- 크리스 쿠퍼
- 라이언 필리피
- 로라 리니
- 카롤린 다베르나스
- 게리 콜
- 데니스 헤이즈버트
- 캐슬린 퀸런
- 브루스 데이비슨
- 조너선 켈츠
- 레이건 패스터넥
- 메리 조 데이셔넬

## 기타 제작진
- 공동 제작: 제프 실버
- 협력 제작: 데이비드 오닐
- 배역: 커샌드라 쿨루컨디스
- 미술: 윈 토머스
- 의상: 루이스 서케이라